# أوتو جسبرسن (ممثل)
أوتو جسبرسن (بالنرويجية البوكمول: Otto Jespersen)‏ هو كاتب سيناريو وممثل نرويجي، ولد في 21 يوليو 1954 في فارسوند في النرويج.

## وصلات خارجية
- أوتو جسبرسن على موقع IMDb (الإنجليزية)
- أوتو جسبرسن على موقع قاعدة بيانات الفيلم (الإنجليزية)